# ハシボソキツツキ
ハシボソキツツキ（嘴細啄木鳥、学名：Colaptes auratus）は、キツツキ目キツツキ科に分類される鳥類の一種。
中型のキツツキ。